# Кнохенгауэр, Вильгельм
Вильгельм Кнохенгауэр (нем. Wilhelm Knochenhauer; 23 июля 1878, Майнинген — 28 июня 1939, Гамбург, нацистская Германия) — германский военачальник, генерал кавалерии нацистской Германии (1936).

## Биография
Военную службу начал в 1900 году. Участник Первой мировой войны. После демобилизации армии оставлен в рейхсвере. С 1 ноября 1931 по 1 декабря 1933 года — командир 3-й кавалерийской дивизии рейхсвера. С май 1935 по июнь 1939 года командовал 10-м армейским корпусом вермахта.
С 16 мая 1935 года — командующий 10-м военным округом вермахта.
2 июля 1939 года состоялись масштабные государственные похороны В. Кнохенгауэра, сторонника НСДАП, на котором присутствовал Адольф Гитлер.

## Продвижение по службе
- 18.08.1900 Лейтенант
- 18.08.1909 Обер-лейтенант
- 01.10.1913 Гауптман
- 18.05.1919 Майор
- 01.11.1924 Оберст-лейтенант
- 01.02.1928 Оберст
- 01.10.1931 Генерал-майор
- 01.10.1933 Генерал-лейтенант
- 01.01.1936 Генерал кавалерии

## Награды
- Железный крест 2-го и 1-го класса
- Орден Саксен-Эрнестинского дома 1-го класса с мечами
- Крест «За заслуги в войне» (Саксен-Мейнинген)
- Орден дома Липпе 4-го класса с мечами
- Крест «За военные заслуги» (Липпе)
- Орден Дома Гогенцоллернов
- Нагрудный знак «За ранение» (в чёрном)
- Крест «За выслугу лет» (Пруссия)
- Почётный крест Первой мировой войны 1914/1918
- Медаль «За выслугу лет в вермахте» с 1 по 4 класс
- Медаль «В память 1 октября 1938 года»